# Euphorbia trigona
Euphorbia trigona, conocida con el nombre común de árbol africano de leche o cactus catedral, es una especie del género Euphorbia oriunda de África sudoriental (Río Graboon).

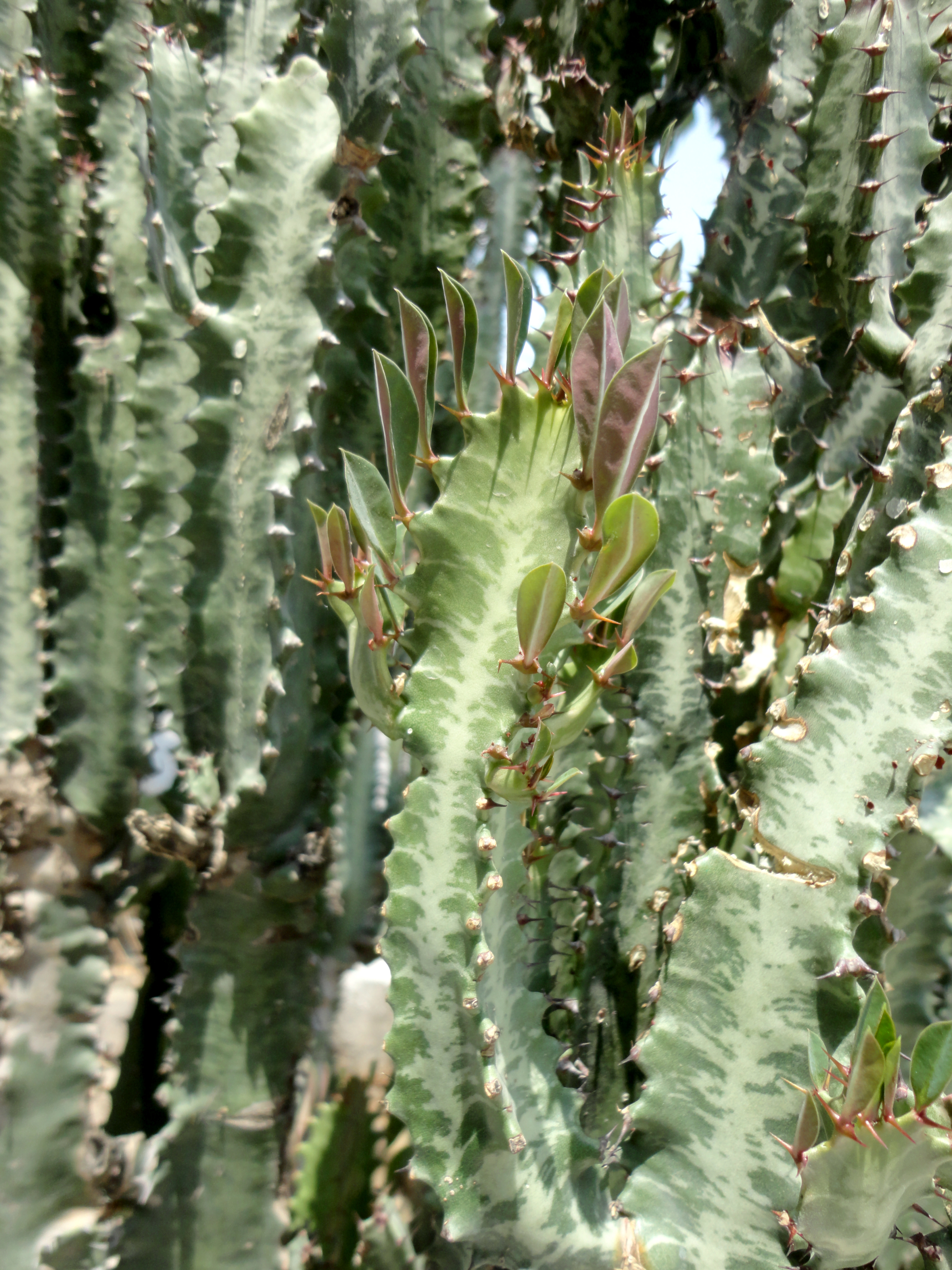
Detalle

## Características
Planta suculenta de tallos erectos divididos en segmentos de 15-25 cm separados por constricciones, de color verde jaspeado (con el tiempo llega a adquirir una forma arbustiva) de entre 4 a 6 cm de diámetro, 3 o 4 costillas agudas y pronunciadas, con aristas onduladas y dentadas. Espinas espatuladas y acuminadas de 2 a 4 mm, de color marrón rojizo. Hojas de 3 a 5 cm de largo, espatuladas y terminadas en un mucrón muy corto. Suelen permanecer en la planta bastante tiempo si la temperatura y el riego son adecuados.

## Cultivo
Cuando se cultiva como ornamental requiere un sustrato algo más rico que la mayoría de los cactus o suculentas, añadiendo un 10% de turba fertilizada o mantillo de hojas. Tolera una temperatura mínima de unos 7-8 °C, ya que si baja de esos grados probablemente perderá las hojas. La iluminación más adecuada es una sombra ligera en climas muy calurosos. 
Se multiplica por esquejes de tallo o semillas. Al igual que otras especies de este género con hojas, Euphorbia trigona es a menudo atacada por la mosca blanca.

## Taxonomía
Euphorbia trigona fue descrita por Philip Miller y publicado en The Gardeners Dictionary:... eighth edition no. 3, en 1768.

#### Etimología
Euphorbia: nombre genérico que deriva del médico griego del rey Juba II de Mauritania (52 a 50 a. C. - 23), Euphorbus, en su honor – o en alusión a su gran vientre –  ya que usaba médicamente Euphorbia resinifera. En 1753 Carlos Linneo asignó el nombre a todo el género.
trigona: epíteto latino que significa "con tres ángulos".

#### Sinonimia
- Euphorbia hermentiana Lem.[5]